# 関裕通
関 裕通（せき ひろみち、1973年6月22日 - ）は、日本の政治家。自由民主党所属の川口市議会議員（5期）、元川口市議会議長。

## 来歴
埼玉県川口市出身。川口市立本町小学校、川口市立南中学校、岩倉高等学校卒業。
ジャニーズJr.、竹中直人のマネージャー、実家の冠婚葬祭会社などを経験した。
2007年4月、川口市議会議員選挙に出馬し、初当選。
2021年3月18日、川口市議会議長に就任。

## ジャニーズJr.時代の参加ユニット
- 平家派